# Ghana ai Giochi della XXVIII Olimpiade
Il Ghana partecipò ai Giochi della XXVIII Olimpiade, svoltisi ad Atene, Grecia, dal 13 al 29 agosto 2004, con una delegazione di 28 atleti impegnati in due discipline.

## Delegazione
| Sport            | Uomini | Donne | Totale |
| ---------------- | ------ | ----- | ------ |
| Atletica leggera | 7      | 3     | 10     |
| Calcio           | 18     | -     | 18     |
| Totale           | 25     | 3     | 28     |

## Risultati

### Atletica leggera
| Q | Qualificato al turno successivo per la Classifica in qualificazione                                                          |
| q | Qualificato per il turno successivo per ripescaggio o, negli eventi su campo, conquistando la misura minima per qualificarsi |

Maschile
Eventi su pista e strada
| Atleta                                                        | Evento            | Batteria  | Batteria   | Quarti di finale | Quarti di finale | Semifinale      | Semifinale      | Finale          | Finale          |
| Atleta                                                        | Evento            | Risultato | Classifica | Risultato        | Classifica       | Risultato       | Classifica      | Risultato       | Classifica      |
| ------------------------------------------------------------- | ----------------- | --------- | ---------- | ---------------- | ---------------- | --------------- | --------------- | --------------- | --------------- |
| Leonard Myles-Mills                                           | 100 m             | 10"21     | 3º Q       | 10"18            | 3º Q             | 10"22           | 6º              | non qualificato | non qualificato |
| Eric Nkansah                                                  | 100 m             | 10"54     | 6º         | non qualificato  | non qualificato  | non qualificato | non qualificato | non qualificato | non qualificato |
| Aziz Zakari                                                   | 100 m             | 10"19     | 2º Q       | 10"02            | 1º Q             | 10"11           | 3º Q            | dnf             | –               |
| Christian Nsiah                                               | 200 m             | 21"06     | 6º         | non qualificato  | non qualificato  | non qualificato | non qualificato | non qualificato | non qualificato |
| Tanko Braimah Leonard Myles-Mills Christian Nsiah Aziz Zakari | Staffetta 4×100 m | 38"88     | 6º         | N.D.             | N.D.             | N.D.            | N.D.            | non qualificato | non qualificato |

Eventi sul campo
| Atleta           | Evento         | Qualification | Qualification | Final           | Final           |
| Atleta           | Evento         | Distanza      | Position      | Distanza        | Position        |
| ---------------- | -------------- | ------------- | ------------- | --------------- | --------------- |
| Ignisious Gaisah | Salto in lungo | 8.05          | 12º q         | 8.24            | 6º              |
| Andrew Owusu     | Salto triplo   | 16.64         | 19º           | non qualificato | non qualificato |

Femminile
Eventi su pista e strada
| Atleta        | Evento | Batteria  | Batteria   | Quarti di finale | Quarti di finale | Semifinale      | Semifinale      | Finale          | Finale          |
| Atleta        | Evento | Risultato | Classifica | Risultato        | Classifica       | Risultato       | Classifica      | Risultato       | Classifica      |
| ------------- | ------ | --------- | ---------- | ---------------- | ---------------- | --------------- | --------------- | --------------- | --------------- |
| Vida Anim     | 100 m  | 11"14     | 1ª Q       | dnf              | –                | non qualificata | non qualificata | non qualificata | non qualificata |
| Akosua Serwaa | 800 m  | 2'03"96   | 5ª         | N.D.             | N.D.             | non qualificata | non qualificata | non qualificata | non qualificata |

Prove multiple – Eptathlon
| Atleta           | Evento    | 100H  | SA   | GP    | 200 m | SL   | LG    | 800 m   | Finale | Classifica |
| ---------------- | --------- | ----- | ---- | ----- | ----- | ---- | ----- | ------- | ------ | ---------- |
| Margaret Simpson | Risultato | 13"56 | 1.79 | 12.41 | 24"62 | 6.02 | 53.32 | 2'17"72 | 6253   | 9ª         |
| Margaret Simpson | Points    | 1041  | 966  | 688   | 922   | 856  | 925   | 856     | 6253   | 9ª         |

### Calcio
| Squadra            | Torneo   | Girone               | Girone               | Girone               | Girone | Quarti               | Semifinali           | Finale / FB          | Pos.            |
| Squadra            | Torneo   | Avversario Risultato | Avversario Risultato | Avversario Risultato | Pos.   | Avversario Risultato | Avversario Risultato | Avversario Risultato | Pos.            |
| ------------------ | -------- | -------------------- | -------------------- | -------------------- | ------ | -------------------- | -------------------- | -------------------- | --------------- |
| Nazionale maschile | Maschile | Italia N 2–2         | Paraguay P 1–2       | Giappone P 1–0       | 3ª     | non qualificati      | non qualificati      | non qualificati      | non qualificati |